# نزكلة العظام
نزكلة العظام أو نزع الكالسيوم (بالإنجليزية: Bone decalcification)، هو فقدان الكالسيوم أو مركباته من العظام والأنسجة السّنّية، وهو تقنية نسيجية تُجرى لدراسة العظام واستخراج الحمض النووي. تحدث هذه العملية طبيعًا أيضًا أثناء نمو العظام، وعند عدم تثبيتها، يمكن أن تسبب أمراضًا مثل تلين العظام.